# Кріпацтво в Польщі

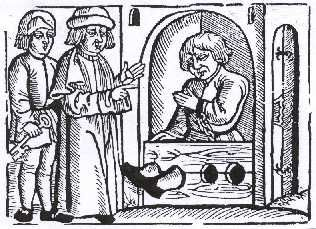
«Холоп у колодці», Бієннат Люблінський у: "Езопове життя Фрига", Краків 1578 р. (Це покарання зазвичай стосувалося селян-кріпаків)

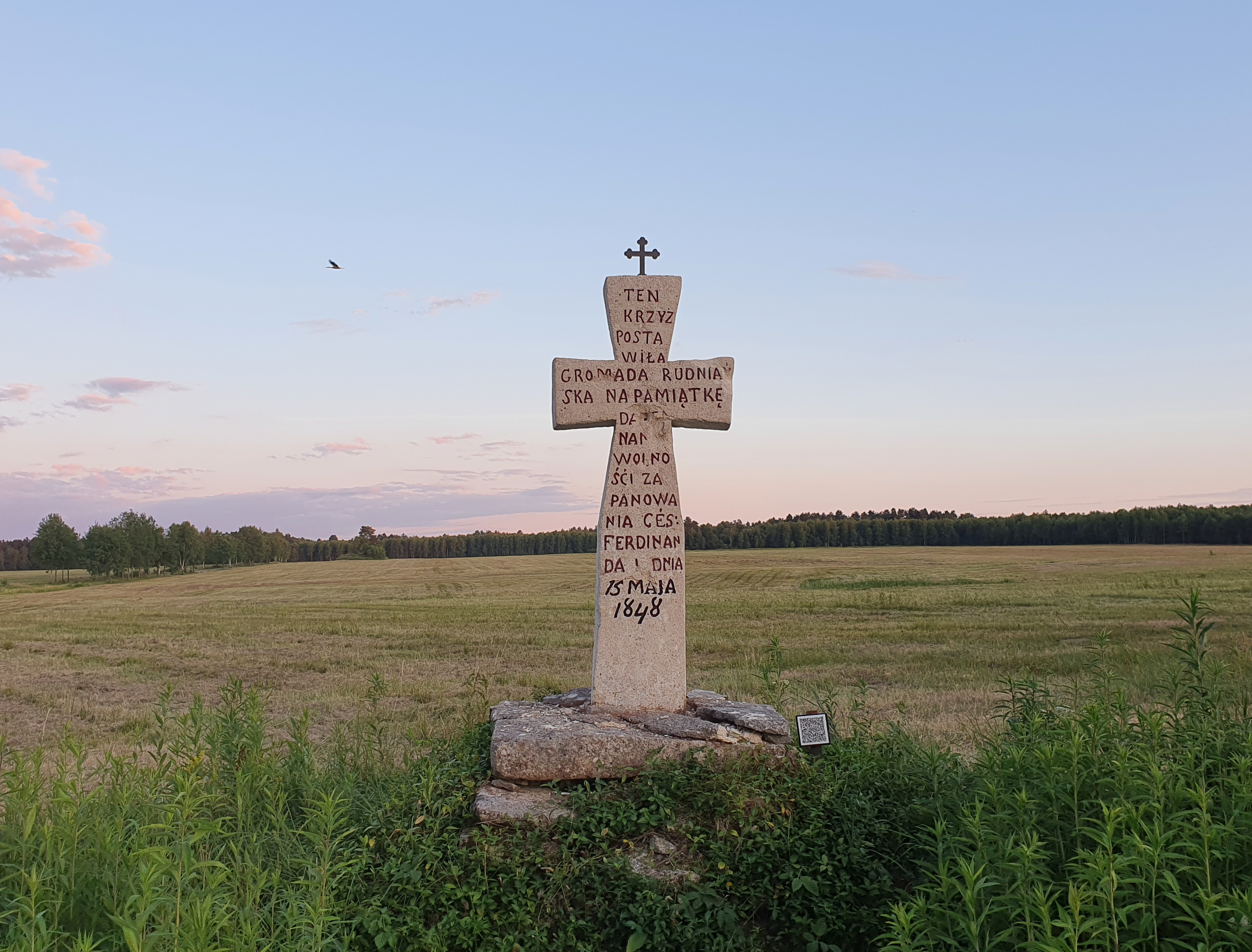
Пам'ятник у формі хреста, встановлений з ініціативи галицьких селян на честь скасування кріпосного права в 1848 році, за правління імператора Фердинанда I Габсбурга. Напис на пам'ятнику: ЦЕЙ ХРЕСТ ВСТАНОВИВ РУДНЯНСЬКА ГРОМАДА НА ПАМ'ЯТЬ ДАНОЇ НАМ ВОЛІ ЗА ПРАВЛІННЯ ЦЕС: ФЕРДИНАНДА І 15 ТРАВНЯ 1848 РОКУ.

Кріпацтво в Польщі — форма феодальної ренти, що полягає в безкоштовній і примусовій праці селян на землевласника в обмін на користування своїм господарством. Панщина існувала на польських землях з XII ст. до 1864 року. При австрійському поділі цісарським указом 1797 року він заборонив спадкоємцям примусово виконувати непогашену панщину. Зі скасуванням кріпосного права не зникли соціальні та матеріальні перепони, які робили селян особами другого сорту. Позбавлені громадських прав і з важким доступом до освіти селяни проводили боротьбу за свої права, зокрема так званий народний рух.

## Причини виникнення кріпацтва в Польщі та його розвиток
Панщина стала панівною формою плати за користування землею в Польщі внаслідок бурхливого розвитку сільського господарства. Однією з найбільших проблем у розвитку такої системи господарювання була проблема забезпечення робочою силою та знаряддями праці. Спочатку можна було відкупитися від влади феодала за певну суму грошей (так зване звільнення), але з часом і це було заборонено. Вже в XV столітті поширеною була 2-3-денна панщина. У 1520 році Торунський привілей популяризував панщину до 1 дня на тиждень з лану, але вже в другій половині XVI ст., внаслідок надання шляхті права визначати тривалість роботи на панщині, 2 дні тиждень з лану вважався звичайною нормою в королівських землях, а приватні та церковні адміністратори вимагали від селян ще більшої кількості днів.
У 1520 році польський сейм встановив розмір панщини в один день на тиждень з розрахунку на оброблене поле. Пізніше в Речі Посполитій було запроваджено кріпацтво, яке базувалося на кількості землі, якою володів селянин, з використанням днів на тиждень на один лан — наприклад, панщина 4 дні на один лан на тиждень означала, що селянин з половиною феода мав працювати на пана 2 дні на тиждень, а власник 1 лану — 4 дні. Причому селянин не повинен був відробляти тільки свою панщину — якщо він відробляв 1 день разом з 2 синами старшого віку та 1 батраком, йому зараховувалося 4 дні. У XVII столітті панщина становила шість днів безкоштовної праці на тиждень. У середині XVII століття панщина поширювалася до 4-5 днів, а в XVIII столітті іноді до 6-7 і навіть 10 днів на тиждень . Зрідка траплялися абсурдні випадки, коли селянин змушений був працювати 12 днів на тиждень з 1/3 лану. Варто зауважити, що це не означає, що селянин працював щодня — він просто зобов'язаний був працювати разом із синами чи найманими батраками, щоб відпрацювати певну кількість «трудоднів» на тиждень. Священики Сміглецький і Старовольський підтримували обмеження панщини 3–4 днями на тиждень.
До кінця XVII століття в центральній Польщі у деяких регіонах селянин все ще сплачував ренту, не будучи змушеним до панщини. Багатші селяни могли звільнитися від кріпацтва й оселитися в місті.
В добу просвітницьких реформ, у другій половині XVIII ст., становище польського селянина покращилося. Пьотр Кімла підтримує цю теорію, вказуючи на втечу селян-русинів та росіян на території Республіки Польща, також зазначаючи, що це явище могло б посилитися, якби польська держава та її урядовий акт від 3 травня 1791 року збереглися. Ця конституція надавала свободу всім селянам, які прибували до Польщі, що викликало обурення російської правительки Катерини II, яка заявила, що «більшість селян з Білої Русі приїде до Польщі, а решта залишиться при мені». Кімла також зауважив, що гноблення селян у Речі Посполитій інколи перебільшувалося іноземними дослідниками, насамперед французькими, і використовувалося як аргумент для виправдання поділів Речі Посполитої. При цьому багато хто з них не описували становище селян у Російській імперії (перш за все — українців), яке було набагато важчим. За представлення саме такої позиції автори отримували платню з Петербурга.

## Види кріпосного права
- Пішня панщина — основний вид кріпосного права, що передбачає примусову і безкоштовну працю всіх селян, тобто хліборобів, дворових і навіть безземельних коморників, за винятком селян, які зазвичай мали виконувати панщину.
- Подвійна панщина — різновид панщини, що обтяжувала селян, переважно тих, які були зобов'язані приходити на роботу зі своїми людьми[13].
- Факультетська панщина (світанок[14]) — запроваджена у XVII—XVIII ст., як відповідь феодалів на зниження якості праці кріпаків. Була визначена територія, де мали виконуватися всі роботи, починаючи від оранки і закінчуючи транспортуванням врожаю[15]
- Дармоча або вільна праця — безкоштовна і примусова робота, що виконується селянами, не зазначена ні в чинному законодавстві, ні в будь-якому договорі між паном та селянином[16].
- Толоки, поваби або ґвалт — надзвичайна, примусова й неоплачувана робота, яку виконували селяни в періоди інтенсивних сільськогосподарських робіт (наприклад, під час жнив, сінокосу чи оранки), винагороджувалась лише частуванням[17].

## Кріпацтво та єврейське населення в Польщі
У XVIII столітті пропінаційні орендарі, які, зазвичай, орендували разом із пивоварнями та корчмами допоміжні господарства дрібних (хуторських) або середніх селянських господарств складали понад чверть усього єврейського населення Речі Посполитої. Ці люди не працювали на землі, а виконували панщину. Власники маєтків (у тому числі священики та монахи, які виконували функції розпорядників маєтків) передавали їм узгоджену в договорах кількість днів панщини своїх підданих.

## Події, пов'язані з розвитком і ліквідацією проблеми кріпацтва в Польщі
- 1105 — Тинецький привілей, перший документ, що встановлював розмір панщини на монастирські та церковні маєтки; з XII століття до 1520 року розмір панщини, встановленої для селян, становив від 2 до 4 днів на рік[19]
- 1496 — Пйотркувський статут — відтоді лише один селянин на рік міг покинути село.
- 1520 — Торунський привілей — обов'язок відбувати панщину було збільшено до 1 дня на тиждень і охоплювало всіх кріпаків[20]. Постійно зростаюче кріпацтво досягло у XVIII ст. у спорадичних випадках до 10 днів на тиждень[21]
- 1760 — у маєтках Анджея Замойського відбувся обмін панщини на оброк для селян[22].
- 1776 — у проєкті земельного права під назвою «Кодекс Замойського» Анджей Замойський почав юридично покращувати існування селян, кодекс був відхилений сеймом у 1780 році[23].
- 1790 — автор брошури під назвою «Практичні замітки про польських кріпаків» постулювали заміну панщини примусовою орендою[24].
- 1794 — Тадеуш Костюшко, перебуваючи в Босутові, 7 червня видав універсал, яким вдвічі зменшував розмір панщини для селян[14].
- 1794 — за Поланецьким універсалом селянам надано особисту свободу, незмінність із землі та скорочення панщини вдвічі[25].
- 1811 — за указами 1811—1850 років кріпацтво було скасовано в Прусському поділі[26]. У Великому герцогстві Познанському 1823 року.
- 1816 — заснування Станіславом Сташицем Грубешівського сільськогосподарського товариства в Грубешівському повіті, скасування панщини для селян у його володіннях[27].
- 1830 — Ян Ольрих Шанецький подав до Сейму проєкт про скасування кріпацтва, відхилений депутатами Королівства Польського[28].
- 1846 — указом царя Миколи I Романова в Царстві Польському скасовано кріпацтво у вигляді чиншів, осудів та примусової ренти[29].
- 1848 — згідно з патентом від 17 квітня 1848 року кріпосне право було скасовано в Австрійській імперії. Скасування кріпосного права було результатом Краківського повстання та Галицької різанини[30].
- 1861 — під впливом масової відмови надавати послуги судам, згідно з наказом царя Олександра II від 4 (16) травня в Королівстві Польському було скасовано кріпацтво в обмін на викуп землі.
- 1862 — указом від 5 червня в Королівстві було введено перехід від викупу на ренту.
- 1863 — у своєму маніфесті від 22 січня Національний Уряд, щоб масово залучити селян до повстання, пообіцяв надати селянам виборчі права в Королівстві Польському, проголошуючи: Земля, якою землеробський народ раніше володів на правах оренди або corvée відтепер стає їх безумовною власністю[31].
- 1864 — розпорядженням царя Олександра II від 19 лютого (2 березня) про надання селянам селянських прав у Царстві Польському було скасовано кріпосний викуп і ренту для землевласника, запроваджено єдиний земельний податок, з якого колишнім власникам, переважно дворянству та духовенству, виплачувалася грошова компенсація[32]. Царським указом було введено повне і негайне безправне право селян за умови відшкодування[31].

## Наслідки кріпацтва в Польщі
- Значне зниження ефективності праці селян (вони не дбали про відробіток землі, урожай якої і так не належав ним). Отже, господарства, де використовувалася праця кріпаків, були значно менш прибутковими порівняно із західними).
- Пристрасть селянина до панщини.
- Переселення селян у малозаселені райони, рятуючись від експлуатації (утворення осередків вільного населення, особливо на українських землях — див.: Козацтво).

## Пережитки у XX столітті
Незважаючи на офіційне скасування кріпосного права в XIX ст., в Ораві та Спиші (в маєтках Саламона, Югенфельда та в деяких церковних маєтках), до 1930-х років існувало так зване «залізоробство», яке можна вважати формою кріпацтва. Селяни, у яких після «розкріпачення селян» було занадто мало землі, щоб прогодувати себе, змушені були знову потрапляти у феодальну залежність від дворян. В обмін на землю, житло та право користуватися садибними пасовищами селянин (żelorz) був зобов'язаний виконувати у маєтку пана безоплатну сільськогосподарську роботу. Формально селянин, на відміну від кріпака, мав особисту свободу, наприклад, міг залишити місце проживання (після виконання зобов'язань перед паном). Незважаючи на це, поміщики постійно втручалися в приватне життя селян, зокрема: встановлюючи мінімальний вік для вступу в шлюб або заперечуючи роботу за межами панського маєтку.
Пропозицію про скасування кріпосного права в Спиші та Ораві подав до Сейму депутат Войцех Рой у 1920 році, пізніше, серед інших, Фелікс Ґвіздж.
Залізоробство було остаточно скасовано постановою сейму від 20 березня 1931 року "Про ліквідацію відносин залізоробства у Спиші (Журнал законів РП, № 37, поз. 288).